# Waldemar Bonsels
Waldemar Bonsels (Ahrensburg, 1880. február 21. – Münsing, 1952. július 31.) német író és gyermek- és ifjúsági szerző. Ő írta a Maja, a méhecske sorozat alapjául szolgáló könyvet.

## Művei
- Die Biene Maja; Maja, a méhecske (1912)
- Himmelsvolk (1915)
- Indienfahrt. (1916)
- Der Reiter in der Wüste: eine Amerikafahrt (1935)
- Mario Ein Leben im Walde (1939)

## Magyarul
- Eros és az evangéliumok. Egy csavargó följegyzéseiből; ford. Schöpflin Aladár; Franklin, Bp., 1925 (Külföldi regényírók)
- Emberek útja. Egy csavargó jegyzeteiből; ford. Sajó Aladár; Franklin, Bp., 1927 (Külföldi regényírók)
- Tündérvilág. Mese a virágokról, állatokról és a jó Istenről; ford. Juhász Andor; Franklin, Bp., 1928 (Külföldi regényírók)
- Indiában; ford. Sajó Aladár; Franklin, Bp., 1936 (Külföldi regényírók)
- Maja, a méhecske; ford. Terényi István, ill. Sebes János; Gondolat, Bp., 1958
- Carola Nowak: Mindenki szereti Maját; Waldemar Bonsels Maja, a méhecske és kalandjai alapján, ford. Schoffhauser Éva; Egmont, Bp., 2003 (Maja a méhecske)
- Karin Schramm: Gyere, repülj velem!; Waldemar Bonsels Maja, a méhecske és kalandjai alapján, ford. Schoffhauser Éva; Egmont, Bp., 2003 (Maja a méhecske)
- Maja, a méhecske; ford. Terényi István, ill. Csics Emese; Palatinus, Bp., 2003
- Maja, a méhecske; átdolg. Frauke Nahrgang; ill. Verena Körting; ford. Kincses Edit; Ciceró, Bp., 2013